# Онже Ештрелаш
Онже Ештрелаш Клубе ді Бофарейра або просто Онже Ештрелаш (порт. Onze Estrelas Clube de Bofareira) — професіональний кабовердійський футбольний клуб з міста Саль-Реї, на острові Боа-Вішта. Буквально назва клубу з португальської мови перекладається як «Одинадцять зірок».

## Історія клубу
Клуб було засновано 5 квітня 1976 року невеликою групою молодих людей, які свого часу покинули селище Ешпінгуейра. У 2010 році вони створили команду для виступів у острівному чемпіонаті. Їх перший виступ в острівному чемпіонаті припав на сезон 2010-11 років і це остання на сьогодні поява нової команди в чемпіонаті острова. «Онже Ештрелаш» виграв свій перший та останній на сьогодні титул переможця Чемпіонату острова Боа Вішта в 2013 році, завдяки цьому успіху клуб вперше та востаннє на сьогодні отримав право виступати в національному чемпіонаті, в розіграші якого посів четверте місце. Рік по тому команда також виграла свій перший та останній на сьогодні острівний Кубок. «Онже Ештрелаш» фінішував четвертим в сезоні 2014-15 років, дозволивши випередити себе клубу Африка Шув.
Нещодавно клуб виграв п'ять номінацій в премії «Gala do Desporte de Boa Vista», в тому числі й у номінаціях найкращий гравець та острівний чемпіон.
Команда базується на острові Боа Вішта й виступає на стадіоні в селищі Бофаррейра, який вміщує 1 000 уболівальників.  Тепер команда грає на стадіоні імені Арсеніу Рамуша, побудова якого була завершена 9 лютого 2008 року, і вперше зіграв на ньому в сезоні 2010-11 роках. Їх нинішній тренер Джу Браку, який і раніше працював головним тренером футбольних клубів, в тому числі й з ФК «Саль-Рей» в 2004 році.

## Логотип
Їх логотип представлений щитом світло-зеленого кольору, на середині якого зелена квітка, за межами щита одинадцять зірок (п'ятикутні, жовтого кольору, одна більшого розміру, а решта — меншого, вони оточують щит зліва, у верхній частині та зправа), що представляють основні острова Кабо-Верде і на дні зелена стрічка, на якій білими літерами вказано — «unidos para vencer»  («Союз за перемогу»).

## Досягнення
- Чемпіонат острова Боа Вішта: 1 перемога

2012/13
- Кубок острова Боа Вішта: 1 перемога

2013/14

## Історія виступів у чемпіонатах та кубках

### Національний чемпіонат
| Сезон   | Див.    | Міс.    | Іг. | В | Н | П | ЗМ | ПМ | РМ | О | Кубок | Примітки     | Плей-оф         |
| ------- | ------- | ------- | --- | - | - | - | -- | -- | -- | - | ----- | ------------ | --------------- |
| 2013    | 1A      | 5       | 5   | 0 | 2 | 3 | 4  | 9  | -5 | 2 |       | Не пробилися | Не брали участь |
| Всього: | Всього: | Всього: | 5   | 0 | 2 | 3 | 4  | 9  | -5 | 2 |       |              |                 |

### Чемпіонат острова
| Сезон   | Див. | Міс. | Іг. | В | Н | П | ЗМ | ПМ | РМ  | О  | Кубок      | Суперкубок | Примітки                          |
| ------- | ---- | ---- | --- | - | - | - | -- | -- | --- | -- | ---------- | ---------- | --------------------------------- |
| 2012-13 | 2    | 1    | 14  | - | - | - | -  | -  | -   | -  |            |            | Вихід до національного Чемпіонату |
| 2013-14 | 2    | 3    | 14  | 8 | 1 | 5 | 22 | 13 | +9  | 25 | Переможець |            |                                   |
| 2014-15 | 2    | 3    | 14  | 6 | 5 | 3 | 26 | 14 | +12 | 23 |            |            |                                   |

## Деякі статистичні дані
- Найкращий рейтинг: 5-те (Група A)
- Всього забитих м'ячів: 4 (національний чемпіонат)
- Всього набраних : 2 (національний чемпіонат)

## Президенти
- Освалдінью Роша (до початку сезону 2014-15 років)
- Джу Браку (починаючи з 29 жовтня 2015 року)[1]